# Ministeri d'Afers Exteriors d'Israel
El Ministeri d'Afers Exteriors d'Israel (en hebreu: משרד החוץ‎, Misrad HaHutz) és un dels ministeris més importants del govern d'Israel. La tasca principal d'aquest ministeri és la implementació de la política exterior d'Israel i promoure les relacions econòmiques, culturals i científiques amb altres països. El Ministeri d'Afers Exteriors d'Israel està localitzat en el complex governamental de Givat Ram, a Jerusalem. L'actual Ministre d'Afers Exteriors és el Primer Ministre Benjamin Netanyahu.

## Història del ministeri
En els primers mesos de 1948, quan el govern del futur Estat d'Israel s'estava formant, el Ministeri de Relacions Exteriors es trobava en HaKirya, en les afores de Tel-Aviv. Moshe Sharett, ex-cap del Departament Polític de l'Agència Jueva, es va fer càrrec de les relacions exteriors del nou país.

### Relacions diplomàtiques
L'Estat d'Israel té relacions diplomàtiques amb 159 països. Té missions diplomàtiques residents en 76 ambaixades, 20 consolats generals i cinc missions especials: la missió de les Nacions Unides a Nova York; una missió de les Nacions Unides establerta a Ginebra); una missió de les Nacions Unides establerta a París; una missió de les Nacions Unides establerta a Viena i un ambaixador en la seu de la Unió Europea a (Brussel·les).

### El nou edifici del ministeri
El nou edifici del Ministeri d'Afers Exteriors d'Israel es troba a Kiryat Ben-Gurion, un complex governamental prop de la Kenésset, va ser dissenyat pels arquitectes de Jerusalem Kolker & Kolker i Epstein, en associació amb Diamond, Donald, Schmidt & Co. de Toronto. L'edifici consta de tres ales: en una d'elles hi ha les oficines del Ministre d'Afers Exteriors i del Director General; en una altra hi ha al cos diplomàtic i la biblioteca; i la tercera s'utilitza per a recepcions. Els murs exteriors de la sala de recepció tenen incorporades plaques de ónix que difonen una llum ambre. En el mes de juny de 2001, el disseny va guanyar el Premi a l'Excel·lència del Real Institut d'Arquitectes del Canadà.

## Llista de ministres d'afers exteriors
Mapai / Partit Laborista      Likkud / Guéixer      Kadima      Israel Beitenu
| No. | Nombre                           | Imagen                           | Partido                       | Periodo                | Periodo                |
| --- | -------------------------------- | -------------------------------- | ----------------------------- | ---------------------- | ---------------------- |
| 1   | Moshe Sharett (entre 1954–55)    |                                  | Mapai                         | 15 de maig de 1948     | 18 de juny de 1956     |
| 2   | Golda Meïr                       |                                  | Mapai (Partit Laborista )     | 18 de juny de 1956     | 12 de gener de 1966    |
| 3   | Abba Eban                        |                                  | Mapai (Partit Laborista )     | 13 de gener de 1966    | 2 de juny de 1974      |
| 4   | Yigal Allon                      |                                  | Mapai (Partit Laborista )     | 3 de juny de 1974      | 19 de juny de 1977     |
| 5   | Moixé Dayan                      |                                  | sense partit                  | 20 de juny de 1977     | 23 d'octubre de 1979   |
| –   | Menachem Begin (provisional)     | Menachem Begin (provisional)     | Likkud                        | 23 d'octubre de 1979   | 10 de març de 1980     |
| 6   | Yitzhak Shamir (as PM 1983–84)   |                                  | Likkud                        | 10 de març de 1980     | 20 d'octubre de 1986   |
| 7   | Shimon Peres                     |                                  | Mapai (Partit Laborista )     | 20 d'octubre de 1986   | 23 de desembre de 1988 |
| 8   | Moshe Arens                      |                                  | Likkud                        | 23 de desembre de 1988 | 12 de juny de 1990     |
| 9   | David Levy                       |                                  | Likkud                        | 13 de juny de 1990     | 13 de juliol de 1992   |
| (7) | Shimon Peres                     |                                  | Partit Laborista              | 14 de juliol de 1992   | 22 de novembre de 1995 |
| 10  | Ehud Barak                       |                                  | Partit Laborista              | 22 de novembre de 1995 | 18 de juny de 1996     |
| (9) | David Levy                       |                                  | Gesher                        | 18 de juny de 1996     | 6 de gener de 1998     |
| –   | Benjamin Netanyahu (provisional) | Benjamin Netanyahu (provisional) | Likkud                        | 6 de gener de 1998     | 13 d'octubre de 1998   |
| 11  | Ariel Xaron                      |                                  | Likkud                        | 13 d'octubre de 1998   | 6 de juny de 1999      |
| (9) | David Levy                       |                                  | Gesher                        | 6 de juny de 1999      | 4 d'agost de 2000      |
| –   | Ehud Barak (Provisional)         | Ehud Barak (Provisional)         | Un Israel (Partit Laborista ) | 4 d'agost de 2000      | 10 d'agost de 2000     |
| 12  | Shlomo Ben-Ami                   |                                  | Un Israel (Partit Laborista ) | 10 d'agost de 2000     | 2 de novembre de 2000  |
| 12  | Shlomo Ben-Ami                   | 2 de novembre de 2000            | Un Israel (Partit Laborista ) | 7 de març de 2001      |                        |
| (7) | Shimon Peres                     |                                  | Partit Laborista              | 7 de març de 2001      | 2 de novembre de 2002  |
| –   | Ariel Xaron (Provisional)        | Ariel Xaron (Provisional)        | Likkud                        | 2 de novembre de 2002  | 6 de novembre de 2002  |
| 13  | Benjamin Netanyahu               |                                  | Likkud                        | 6 de novembre de 2002  | 28 de febrer de 2003   |
| 14  | Silvan Shalom                    |                                  | Likkud                        | 28 de febrer de 2003   | 16 de gener de 2006    |
| 15  | Tzipi Livni                      |                                  | Qadima                        | 18 de gener de 2006    | 1 d'abril de 2009      |
| 16  | Avigdor Lieberman                |                                  | Israel Beitenu                | 1 d'abril de 2009      | 18 de desembre de 2012 |
| 17  | Benjamin Netanyahu               |                                  | Likkud                        | 18 de desembre de 2012 | 11 de novembre de 2013 |
| 18  | Avigdor Lieberman                |                                  | Israel Beitenu                | 11 de novembre de 2013 | 4 de maig de 2015      |
| 19  | Benjamin Netanyahu               |                                  | Likkud                        | 4 de maig de 2015      | -                      |

1. ↑  Després d'unirse al govern del Likkud, Moixé Dayan va ser expulsat del partit Mapai, mantenint el seu seient com a diputat independent.
2. ↑  Després de la renuncia de Moixé Dayan, el primer ministre Menachem Beguin va actuar com a ministre d'afers exteriors durant sis mesos fins al nomenament de Isaac Shamir.
3. ↑  Barak no era membre de la Knesset durant el seu mandat com a ministre de Relacions Exteriors.
4. ↑  Després de la renúncia de David Levy, el primer ministre Benjamin Netanyahu va actuar com a ministre de Relacions Exteriors durant deu mesos fins al nomenament d'Ariel Sharon.
5. ↑  Després de la renúncia de David Levy, el primer ministre Ehud Barak, va actuar com a ministre de Relacions Exteriors durant una setmana fins al nomenament de Shlomo Ben-Ami com a ministre interí de Relacions Exteriors. Ben Ami va quedar com a ministre permanent al novembre de 2000.
6. ↑  Shlomo Ben-Ami va ser ministre interí de Relacions Exteriors, fins que la seva posició es va fer permanent al novembre de 2000.
7. ↑  Després de la renúncia de Shimon Peres, el primer ministre Ariel Sharon va actuar com a ministre de Relacions Exteriors durant quatre dies fins al nomenament de Benjamin Netanyahu.
8. ↑  Després de la renúncia d'Avigdor Lieberman, el primer ministre Benjamin Netanyahu, va retenir la cartera.
9. ↑  Després de la renúncia d'Avigdor Lieberman, el primer ministre Benjamin Netanyahu, va retenir la cartera.